# Јаков Куценко
Јаков Куценко (укр. Яків Григорович Куценко; 22. новембар 1915 — 13. август 1988) је био украјински дизач тегова.

## Биографија
Рођен је 22. новембра 1915. у Кијеву. Године 1936. је на првенству Украјинске Совјетске Социјалистичке Републике освојио прву победу у категорији 82,5 — 340 килограма. Био је једанаестоструки шампион Украјинске Совјетске Социјалистичке Републике 1936—1938, 1940—1941, 1944—1945, 1947—1949 и 1955. и четрнаестоструки шампион Совјетског Савеза 1937—1940 и 1943—1952. Између 1946. и 1950. године је освојио две европске титуле и две сребрне медаље на Светским првенствима, оба пута изгубивши од Џона Дејвиса. Био је совјетски шампион у тешкој категорији између 1937. и 1952, а 1947. је постигао три званична светска рекорда. У Хелсинкију је постао први украјински европски шампион у дизању тегова. Године 1950. је поново постао шампион Европе у категорији од 422,5 килограма. На Летњим олимпијским играма 1952. је био барјактар, требао је да се такмичи али су га совјетске власти спречиле у томе јер су веровали да неће освојити златну медаљу. Од 1954. до 1963. је радио као главни совјетски тренер у дизању тегова. Одликован је орденима „Знак части” 1944. и „Црвене заставе рада” 1947. и 1957. године.